# His Majesty's Prison Service
Pour les autres articles nationaux ou selon les autres juridictions, voir Administration pénitentiaire.

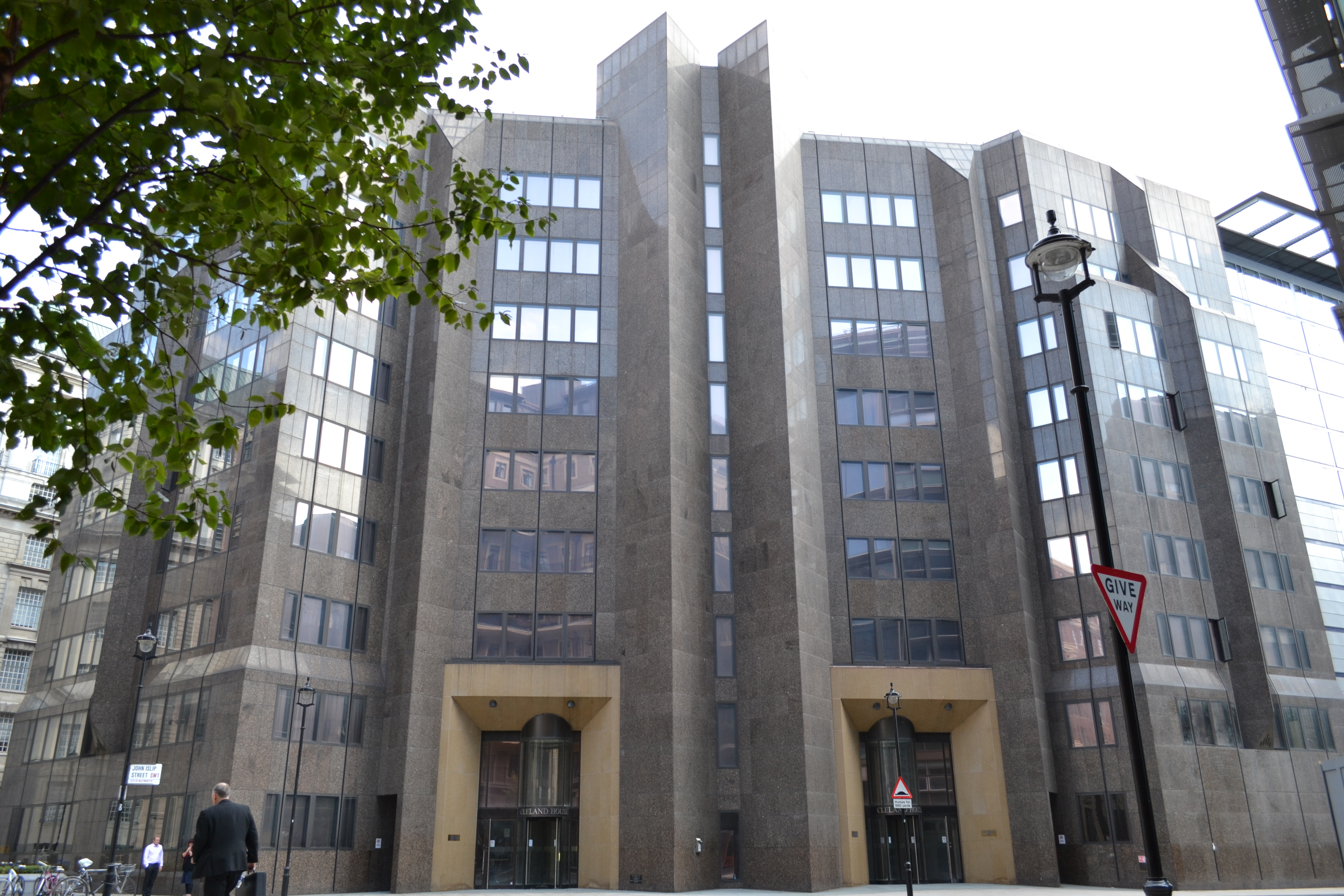
Cleland House, ancien bureau-chef de Her Majesty's Prison Service.

Le His Majesty's Prison Service (HMPS - litt. en français : « Service des prisons de Sa Majesté ») est un service du gouvernement du Royaume-Uni rattaché au HM Prison and Probation Service (en) (anciennement National Offender Management Service) et chargée de la gestion de la plupart des prisons en Angleterre et pays de Galles. 
L'Écosse et l'Irlande du Nord possèdent leur propre service de gestion : le Scottish Prison Service et le Northern Ireland Prison Service, respectivement.
Le bureau-chef du HMPS se trouve à Clive House. Auparavant, il se trouvait à Cleland House dans la Cité de Westminster à Londres.

## Exploitation
En 2004, le HMPS supervise 130 prisons et emploie environ 44 000 personnes. En 2009, le nombre de prisons atteint 131, dont 11 exploitées par des sociétés privées.

## Insignes de grade
| Grade   | Operational Support Grade (OSG) Personnel de soutien opérationnel | Prison Officer Surveillant | Supervising Officer Surveillant brigadier | Custodial Manager Major pénitentiaire | (Personnel des fonctions spéciales)                             | (Personnel des fonctions spéciales)                             |
| Insigne |                                                                   |                            |                                           |                                       | DH - Dog Handler Maître-chien W - Work Travail H - Health Santé | DH - Dog Handler Maître-chien W - Work Travail H - Health Santé |